# Șaua maimuței

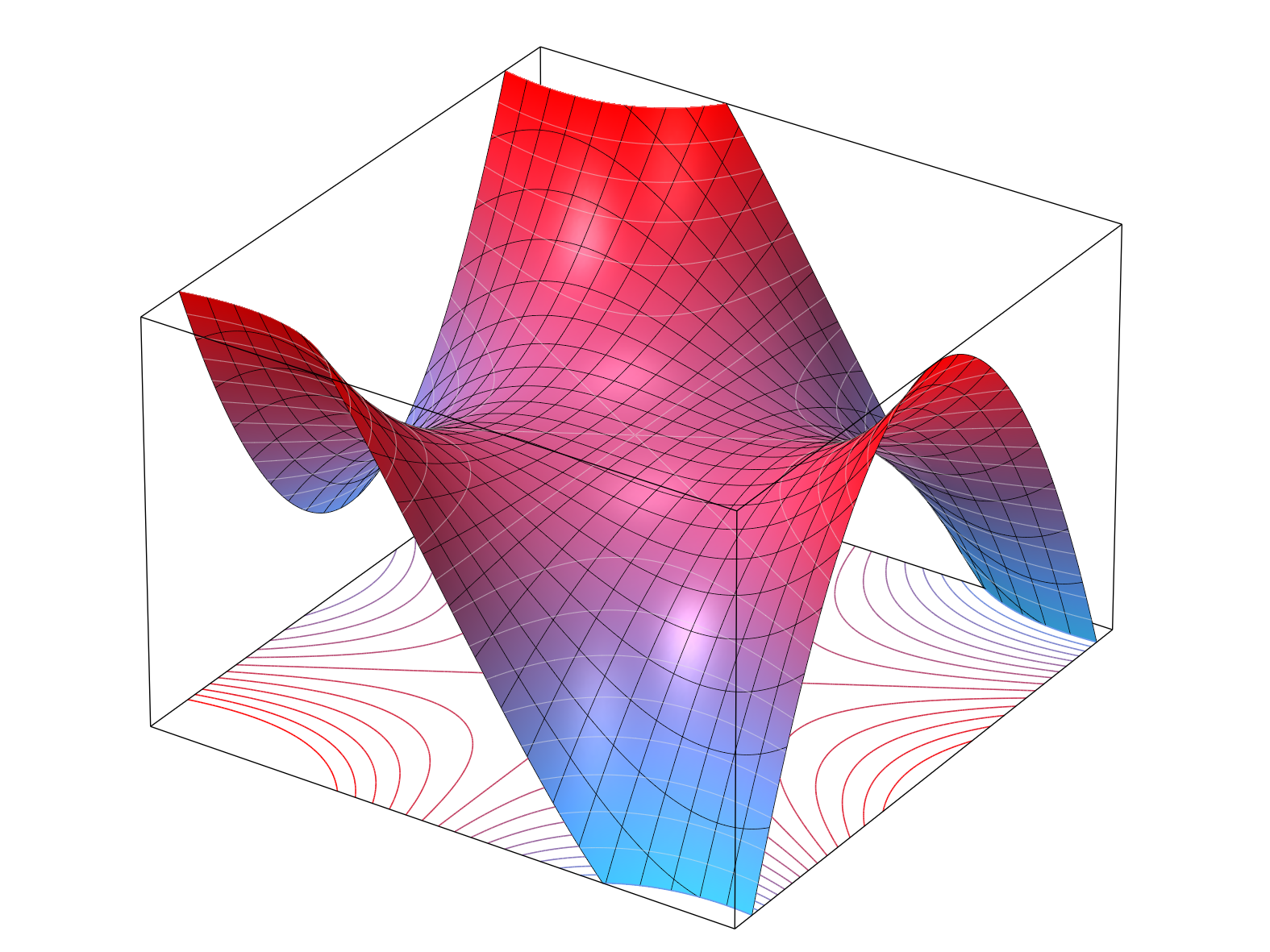
Șaua maimuței

Petala topită: x + y + z + xyz = 0

În matematică șaua maimuței este suprafața definită de ecuația
{\displaystyle z=x^{3}-3xy^{2},}
sau, în coordonate cilindrice,
{\displaystyle z=\rho ^{3}\cos(3\varphi ).}
Aparține clasei de suprafețe de tip șa, iar numele său derivă din observația că o șa pentru o maimuță ar necesita două îndoiri în jos (depresiuni) pentru picioare și una pentru coadă. Punctul {\displaystyle (0,0,0)} de pe șaua maimuței corespunde unui punct critic degenerat⁠(d) al funcției {\displaystyle z(x,y)} la {\displaystyle (0,0)}. Șaua maimuței are un punct ombilical⁠(d) izolat cu curbură gaussiană⁠(d) zero în origine, în timp ce curbura este strict negativă în toate celelalte puncte.
Ecuațiile se pot exprima și prin numere complexe {\displaystyle x+iy=re^{i\varphi }:}
{\displaystyle z=x^{3}-3xy^{2}=\operatorname {Re} [(x+iy)^{3}]=\operatorname {Re} [r^{3}e^{3i\varphi }]=r^{3}\cos(3\varphi ).}
Înlocuind 3 din ecuația în coordonate cilindrice cu orice număr întreg {\displaystyle k\geq 1,} se poate crea o șa cu {\displaystyle k} depresiuni.
O altă orientare a șeii maimuței este petala topită definită prin {\displaystyle x+y+z+xyz=0,} astfel încât axa z a șeii maimuței să corespundă direcției (1,1,1) a petalei topite.

## Șaua ecvestră
Termenul de șa ecvestră poate fi folosit în contrast cu șaua maimuței, pentru a desemna o suprafață obișnuită în formă de șa, în care {\displaystyle z(x,y)} are un punct șa, un minim sau maxim local în fiecare direcție a planului xy. În schimb, șaua maimuței are un punct de inflexiune staționar în fiecare direcție.